# Triathlon na Letnich Igrzyskach Olimpijskich Młodzieży 2010

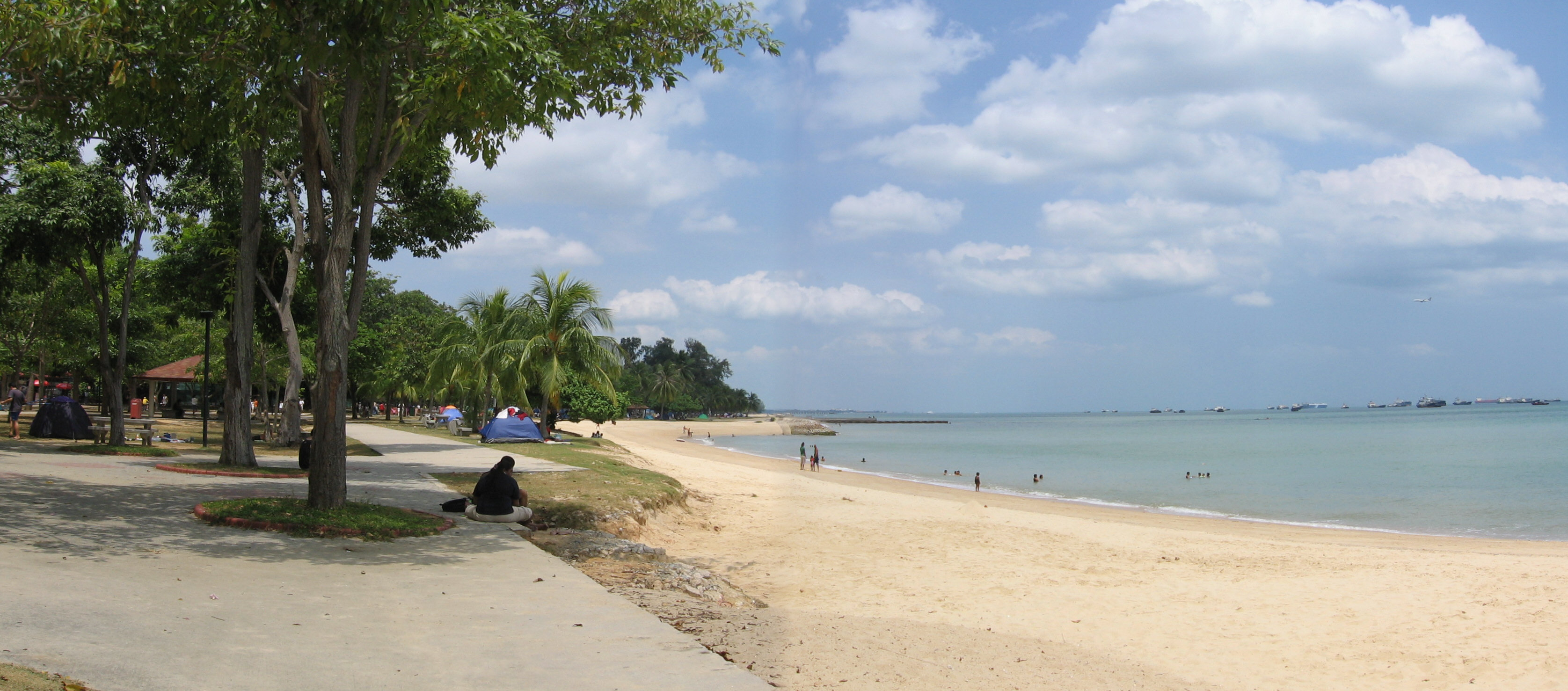
East Coast Park - arena zmagań triathlonistów

Triathlon na Letnich Igrzyskach Olimpijskich Młodzieży 2010 odbył się w dniach 15–19 sierpnia w East Coast Park w Singapurze. Zawodnicy rywalizowali w trzech konkurencjach (w 1 męskiej, 1 żeńskiej i 1 mieszanej). W zawodach ogółem wystartowało 64 zawodników.

## Kwalifikacje
Kwalifikacje na igrzyska uzyskiwano w 2009 i 2010 roku podczas specjalnych zawodach kwalifikacyjnych. Zawodnicy musieli być urodzeni między 1 stycznia 1992 a 31 grudnia 1993 roku.

## Terminarz
- 15 sierpnia (Niedziela): zawody kobiet
- 16 sierpnia (Poniedziałek): zawody mężczyzn
- 19 sierpnia (Wtorek): zawody mieszanej sztafety kontynentalnej

## Medale

### Chłopcy
| Konkurencja                   | Złoto         | Srebro         | Brąz        |
| Sprint indywidualny szczegóły | Aaron Barclay | Kevin McDowell | Alois Knabl |

### Dziewczęta
| Konkurencja                   | Złoto     | Srebro          | Brąz          |
| Sprint indywidualny szczegóły | Yuka Satō | Ellie Salthouse | Kelly Whitley |

### Mieszana
| Konkurencja        | Złoto                                                                     | Srebro                                                               | Brąz                                                                |
| Sztafeta szczegóły | Europa I Eszter Dudás Miguel Valente Fernandes Fanny Beisaron Alois Knabl | Oceania I Ellie Salthouse Michael Gosman Maddie Dillon Araon Barclay | Ameryka I Kelly Whitley Kevin McDowell Adriana Barazza Lautaro Díaz |